# Mario Rossi (musicien)
Pour les articles homonymes, voir Mario Rossi et Rossi.
Mario Rossi (Rome, 29 mars 1902 - idem, 29 juin 1992) était un chef d'orchestre italien.

## Biographie
Mario Rossi étudie dans sa ville natale avec Ottorino Respighi (composition) et Giacomo Setaccioli (direction d'orchestre). Il commence sa carrière comme chef assistant de Bernardino Molinari.
Il est nommé chef permanent au Maggio Musicale Fiorentino en 1937, où il crée Antonio e Cleopratra de Gian Francesco Malipiero l'année suivante. Il dirige dans toute l'Italie, s'affirmant dans le répertoire standard, les œuvres modernes, mais surtout dans les reprises d'ouvrages anciens, notamment Il filosofo di campagna de Galuppi, Il ritorno d'Ulisse de Monteverdi, La buona figliuola de Niccolò Piccinni, etc.
Il prend les commandes de l'orchestre symphonique de la RAI de Turin en 1946, et l'élève à un niveau international, se produisant à l'étranger avec cette formation, notamment à Bruxelles en 1950, Vienne en 1951, Salzbourg en 1952, etc. Parmi ses meilleures réussites, on compte Il matrimonio segreto, Il Barbiere di Siviglia, La Cenerentola, Don Pasquale.
Rossi était très apprécié pour son solide métier, autant que pour ses relectures minutieuses des partitions du répertoire.

## Discographie sélective
- La Cenerentola - Cetra, 1949
- Guglielmo Tell - Cetra, 1951
- La figlia del reggimento - Cetra, 1950
- Don Pasquale - Cetra, 1952
- Luisa Miller - Cetra, 1951
- Falstaff - Cetra, 1949